# Mas Moió (entitat de població)
El Mas Moió és una entitat de població al municipi de Font-rubí que agafa el nom de la important casa pairal de Mas Moió, esmentada des del S. XV. Darrere la mateixa masia, trobem el majestuós roure monumental, el qual li dona encara més identitat. És veïnat de cases aïllades, rodejada de vinyes eminentment de les varietats parellada i macabeu, i dels típics boscos mediterranis, formats sobretot per pi blanc i alguna alzina. El territori està drenat al nord, per la riera de Llitrà i creuat en tota la seva extensió pel Torrent de Mas Moió. Hi ha diverses fonts entre les quals destaca la de “L'indiot”. L'antic camí romà de La Carrerada, passant pel costat del Mas, i creuant la Baltana Nova, ens porta al nucli de Font-rubí i al Coll de la Barraca.